# 獸性狂徒
《獸性狂徒》（英語：Animal）是一部2023年印度印地語動作劇情片，由桑德普·雷迪·凡加執導、剪輯兼聯合編劇，T-Series影業、巴德拉卡利影業（Bhadrakali Pictures）和電影1製片室（Cine1 Studios）製作。電影由蘭比爾·卡浦爾、安尼·卡浦爾、鮑比·戴爾、拉什米卡·曼丹娜和崔普蒂·迪姆里主演。在片中，工業大亨之子蘭維傑·辛（Ranvijay Singh，蘭比爾·卡浦爾飾演）得知自己疏遠的父親（安尼·卡浦爾飾演）遭人襲擊後，從海外歸國，開始踏上走火入魔的復仇之路，發誓要仇人血債血償。
本片的消息於2021年1月正式宣布；2022年4月開始主要拍攝，2023年4月殺青，阿米特·羅伊（Amit Roy）擔任攝影指導。電影原聲帶的主要創作者包括普里坦、JAM8、維沙爾·米什拉、賈尼、馬南·巴德瓦吉、史瑞亞斯·普拉尼克（Shreyas Puranik）、阿希姆·凱姆森（Ashim Kemson）和哈爾沙瓦德漢·拉梅什瓦爾。《獸性狂徒》片長達201分鐘，在印度電影史上名列前茅。電影最初定於2023年8月上映，但因後期製作而延期。
《獸性狂徒》2023年12月1日以標準和IMAX版本在印度院線上映。影評人對本片的評價褒貶不一，主要讚賞演員表演（尤其是蘭比爾·卡浦爾、安尼·卡浦爾和鮑比·戴爾）、拍攝技術、音樂、攝影、導演的執導技巧和動作場面，但批評了劇本寫作，其中的厭女橋段及有害的男子氣概引發爭議。本片打破了印度電影在國內和國際上的多項票房紀錄，全球票房收入達91.7億盧比，成為2023年印度票房第三高、印地語電影史上票房第五高、印度票房史上第九高的電影，以及票房最高的A級（僅限18歲以上觀看）印度電影；自此也是蘭比爾·卡浦爾職業生涯的最高票房。在第69屆印度電影觀眾獎上，本片獲得19項提名，並獲得六項大獎，其中包括蘭比爾·卡浦爾的最佳男主角。

## 劇情
蘭維傑·「維傑」·辛是德里工業大亨巴比爾·辛之子，從小就對父親有著深沉且長久的愛，但父親滿檔的工作行程而無法與家人共度時光。一日，維傑用AK-47步槍威脅欺負姐姐瑞特的高年級生，導致巴比爾將維傑驅逐到美國的一所寄宿學校。維傑完成學業後返回家鄉，但在巴比爾的生日派對上，與瑞特的丈夫瓦倫發生爭執，促使巴比爾再次將他逐出家門。維傑與兒時戀人吉坦賈莉結婚，夫妻倆與家人斷絕關係，搬到了美國。
八年後，維傑和吉坦賈莉帶著兩個孩子在得知巴比爾被刺客槍擊後返回印度。維傑與家人和解，並親自承擔起揭開刺客身分的責任。他從村裡召集了表兄弟們來支援，並為他的父親安排了替身，但這名替身隨即遭名為阿斯拉爾·哈克的刺客殺死。維傑發現了瓦倫參與了暗殺計畫，於是在阿斯拉爾也出席的一場會議上公開殺死了他。當維傑與表兄弟們在一家飯店與軍火商佛萊迪交易時，阿斯拉爾帶著大批武裝手下對他們發動了猛烈襲擊。維傑等人殺光了包含阿斯拉爾在內的所有敵人，但維傑受了重傷並陷入昏迷。兩週後他醒來，因心臟衰竭而接受了心臟移植手術。
維傑幾個月後康復，其心臟捐贈者的未婚妻佐亞找到了他。他開始與佐亞有染，佐亞最後透露自己是阿斯拉爾的兄弟阿布拉派來施以誘騙。但維傑已經知道了這一點，並配合了解了主謀的身份。他放走了佐亞，並從祖父拉吉德·辛的口中得知，阿布拉和阿斯拉爾是維傑的遠房表兄弟，也是拉吉德的弟弟沙姆謝之孫。拉吉德因沙姆謝的脫序行為而與弟弟斷絕關係，沙姆謝之子阿齊姆已皈依伊斯蘭教，但他被剝奪了巴比爾資產的任何份額，促使沙姆謝點火自焚。阿布拉親眼目睹了爺爺的自殺，因創傷而從此保持沉默。阿布拉已移居蘇格蘭，並為家人報仇而一直密謀對抗巴比爾。
當阿布拉準備與三弟阿比乘坐私人飛機逃離蘇格蘭時，維傑及其表兄弟阻止了他。維傑與阿布拉在跑道上展開對決；阿布拉拒絕放棄復仇，使維傑殺死了他。維傑在排燈節期間回到家中，巴比爾透露自己患有第四期急性淋巴性白血病，性命只剩下幾個月。父子再次發生爭執，巴比爾發現，自己對兒子的缺乏關愛一直是維傑好鬥的根源，最後向維傑道歉，父子和解。
在片尾彩蛋中，伊斯坦堡的屠夫阿齊茲·哈克是哈克兄弟中最小的一個，他接受了整容手術，以模仿維傑。懷有身孕的佐亞與阿齊茲在一起，但不確定孩子的父親是阿齊茲還是維傑。阿齊茲與阿比蓄勢待發，為死去的兩個兄長報仇。

## 演員
- 蘭比爾·卡浦爾飾演
  - 蘭維傑·「維傑」·辛（Ranvijay "Vijay" Singh）
    - 艾哈邁德沙·阿比·烏瑪爾（Ahmad Ibn Umar）飾演年幼的蘭維傑

  - 阿齊茲·哈克（Aziz Haque）
- 安尼·卡浦爾飾演
  - 巴比爾·辛（Balbir Singh）
  - 凱拉席·佩特卡（Kailash Petkar）
- 鮑比·戴爾（英语：Bobby Deol）飾演阿布拉·哈克（Abrar Haque）
  - 利昂·翁格（Leon Ung）飾演年幼的阿布拉
- 拉什米卡·曼丹娜飾演吉坦賈莉·「吉度」·辛（Geetanjali 'Gitu' Singh）
- 崔普蒂·迪姆里飾演佐亞（Zoya）
- 查魯·尚卡爾（Charu Shankar）飾演喬蒂·辛（Jyoti Singh）
- 沙克迪·卡普爾（英语：Shakti Kapoor）飾演PK·米斯拉（PK Mishra）
- 普萊姆·喬普拉（英语：Prem Chopra）飾演達比爾·多達馬爾·辛·「巴德·達吉」（Dalbir Dodamal Singh "Bade Daji"）
- 巴布魯·普里蒂維拉吉（英语：Babloo Prithiveeraj）飾演阿斯拉爾·哈克（Asrar Haque）
- 蘇雷什·歐貝羅伊（英语：Suresh Oberoi）飾演拉吉德·多達馬爾·辛·「達達吉」（Rajdheer Dodamal Singh "Dadaji"）
- 沙拉巴·薩赫德瓦（英语：Saurabh Sachdeva）飾演阿比·哈克（Abid Haque）
- 薩洛尼·巴特拉（英语：Saloni Batra）飾演瑞特·辛（Reet Singh）
  - 妮文·韋德（Neeven Ved）飾演年幼的瑞特
- 安蘇爾·考漢（Anshul Chauhan）飾演魯普·辛（Roop Singh）
- 希丹特·卡尼克（英语：Siddhant Karnick）飾演瓦倫·普拉塔·馬霍剎（Varun Pratap Malhotra）
- 斯里納特·馬甘蒂（Maganti Srinath）飾演卡提克（Karthik）
- 烏潘卓·利馬耶（英语：Upendra Limaye）飾演佛萊迪·威爾弗雷德·佩蒂爾（Freddy Wilfred Patil）
- 馬修·瓦格西（Mathew Varghese）飾演史里帕德·巴拉吉·艾揚格（Shreepad Balaji Iyengar）
- 英迪拉·克里希南（英语：Indira Krishnan）飾演莫蒂卡·S·艾揚格（Motika S. Iyengar）
- 馬林馬耶·戈德博利（英语：Mrinmayee Godbole）飾演阿姆莉塔醫生（Dr. Amrita）
- 戴維·加雷瓦爾（Davy Grewal）飾演桑葛蘭·辛（Sangram Singh）
- 維維克·沙馬（英语：Vivek Sharma）飾演帕利·辛（Paali Singh）
- 加甘迪普·辛（Gagandeep Singh）飾演桑尼·辛（Sunny Singh）
- 卡瓦爾普里特·辛（Kawalpreet Singh）飾演維克蘭·辛（Vikram Singh）
- 阿曼喬特·辛（Amanjot Singh）飾演古魯·辛（Guru Singh）
- 曼喬特·辛（Manjot Singh）飾演拉吉比爾·「羅伊」·辛（Rajbir "Royal" Singh）
- 阿夫迪普·辛杜（Avdeep Sindhu）飾演曼約·辛（Manjot Singh）
- 卡瑪吉特·拉納（Kamaljeet Rana）飾演巴利·辛（Balli Singh）
- 古瑟瓦克·辛格·曼德（Gursewak Singh Mander）飾演基帕爾·「KP」·辛（Kirpal "KP" Singh）
- 布塔·巴德巴爾（Butta Badbar）飾演布塔·辛（Butta Singh）
- 曼西·塔克薩克（Mansi Taxak）飾演烏姆-哈尼·法琳（Umm-e-Hani Fareen）

## 製作

### 發展
據2019年9月的報導，桑德普·雷迪·凡加的下一部執導作品為寶萊塢製作，將與電影1製片室（Cine1 Studios）和T-Series影業的穆拉德·凱塔尼（Murad Khetani）、阿什溫·瓦德（Ashwin Varde）、布山·庫馬爾與克里尚·庫馬爾共同製作。10月10日，兩間公司與凡加的新製片公司巴德拉卡利影業（Bhadrakali Pictures）宣布合作，共同開發萬加的下一部作品，這是他們繼《癮情》（2019年）之後的第二次合作。據12月初的報導，凡加已與蘭比爾·卡浦爾接洽，希望在片中飾演主角。據《電子時報》（ETimes）的報導，卡浦爾「熱衷於」拍攝本片，但該劇本仍在編寫中，決定僅在聽完最終劇本的讀本後才會敲定。
2020年6月，有報導稱凡加在1月份會見了卡浦爾，並讀了另一份劇本，據稱該劇本的標題為《魔鬼》（Devil）。12月下旬，據報導，安尼·卡浦爾也加入了演出陣容。2021年1月1日，片方正式公開宣布本片的合資企業，並透露了片名及其餘的演出陣容。4月下旬，鮑比·戴爾和帕麗萊蒂·曹帕拉確定出演，前者飾演反派，後者飾演女主角。
2022年3月，據報導，拉什米卡·曼丹娜將以非劇情演員的身份在片中起舞。同月，凡加在拍照時對曹帕拉的選角不滿意，於是讓曼丹娜取代了曹帕拉。4月2日，曼丹娜正式被官方宣布參演；曼丹娜將此與蘭比爾·卡浦爾合作的機會稱之為「夢想成真」。凡加引用美國電影《追殺比爾》（2003年）作為電影動作場面的靈感來源。

### 拍攝
電影2022年4月在馬納利開始首趟拍攝行程。2022年5月，第二趟行程於孟買作業，2022年7月在帕陶迪宮拍攝。接下來的拍攝行程選在德里和旁遮普邦。電影於2023年3月中旬宣告殺青。但4月開始在英格蘭和蘇格蘭恢復拍攝，為期15至20天。

## 外部連結
- 互联网电影数据库（IMDb）上《獸性狂徒》的资料（英文）
- 《獸性狂徒》的Bollywood Hungama頁面
- 獸性狂徒的X（前Twitter）